# Buerås
Buerås is een plaats in de Zweedse gemeente Kungsbacka in de provincie Hallands län en het landschap Halland. De plaats heeft 556 inwoners (2005) en een oppervlakte van 55 hectare.